# Laguna de Parinacota
Laguna de Parinacota är en sjö i Chile.   Den ligger i regionen Región de Arica y Parinacota, i den norra delen av landet, 1 700 km norr om huvudstaden Santiago de Chile. Laguna de Parinacota ligger 4 411 meter över havet.
Omgivningarna runt Laguna de Parinacota är i huvudsak ett öppet busklandskap. Trakten runt Laguna de Parinacota är nära nog obefolkad, med mindre än två invånare per kvadratkilometer.